# Версхоре, Омер
Омер Версхоре (нидерл. Omer Verschoore; 2 декабря 1888,  Морследе, Бельгия — 6 июня 1932,  Париж, Франция) — бельгийский профессиональный шоссейный велогонщик в 1911-1914 годах. Чемпион Бельгии в групповой гонке (1912). Победитель классической однодневной велогонки Льеж — Бастонь — Льеж (1912).

## Достижения
1911
1-й — Этап 1 Тур Бельгии
5-й Париж — Тур
1912
1-й  Чемпион Бельгии - Групповая гонка
1-й Льеж — Бастонь — Льеж
6-й Тур Бельгии — Генеральная классификация
1-й — Этап 5
8-й Париж — Брюссель

## Статистика выступлений

### Гранд-туры
| Гранд-тур      | 1914 |
| -------------- | ---- |
| Джиро д’Италия | —    |
| Тур де Франс   | НФ   |

| —  | Не участвовал  |
| НФ | Не финишировал |